# تشارلز إس. بوغز
تشارلز إس. بوغز (بالإنجليزية: Charles S. Boggs)‏ هو ضابط أمريكي، ولد في 28 يناير 1811، وتوفي في 22 أبريل 1877.